# Jacquemontia albida
Jacquemontia albida är en vindeväxtart som beskrevs av Ira Loren Wiggins och Rollins. Jacquemontia albida ingår i släktet Jacquemontia och familjen vindeväxter. Inga underarter finns listade i Catalogue of Life.